# 七人樂隊
《七人樂隊》（英語：Septet: The Story of Hong Kong，前称《八部半》）是一部香港多段式历史剧情片，由洪金宝执导的《练功》、许鞍华的《校长》、谭家明的《别夜》、袁和平的《回归》、杜琪峯的《遍地黄金》、林岭东的《迷路》和徐克的《深度对话》组成。本片以1950年代至2020年代为跨度，讲述时代背景下的香港故事。影片入围第73屆坎城影展放映片目，同时是林岭东的最後遗作，于2022年7月28日在香港上映。影片为2020年釜山国际电影节开幕影片、2021年香港國際電影節開幕影片。迪士尼已購入本片版權，並於2022年12月31日在Disney+獨家上線。

## 创作背景
本片原名《八部半》，筹备多年，早于2014年开始拍摄，于寰亞電影在2015年3月24日舉行的香港國際電影節新片發佈會首次对外公开。電影由8位香港知名導演執導，當中包括洪金寶、袁和平、徐克、吳宇森、許鞍華、林嶺東、譚家明及杜琪峯，而杜琪峯還會同時兼任監製一職。电影以香港為背景，由1950年代作为起点，八位導演以抽签形式各自揀選一個年代作为主题，以35釐米底片拍摄十几分钟的短片，同时向「菲林」及过往时代致敬，并用半个故事展望未来作为收尾。由于吴宇森因身体原因退出，影片以新名《七人乐隊》于2019年重新立项，而吴宇森原定抽中的1970年代主题短片创作则遗憾留空。
杜琪峯在接受采访时表示︰「現時香港導演，有更大的空間到內地拍攝電影和發展他們的事業，多年下來，好像對香港電影的關注減低了。還記得在菲林拍攝的年代，也就是香港電影最美好的年代，導演們透過菲林尋覓理想，盡情發揮他們的創意和才華，此情此景令人懷念。面對菲林年代的終結或式微，我邀請了幾位同為過來人的導演再次用菲林來勾畫那美好的年華。」

## 演員

### 練功 (洪金寶 執導)
- 洪天明飾演于占元

### 校長 (許鞍華 執導)
- 吴镇宇飾演校長（原型為司徒華）
- 马赛飾演王老師（原型為黃少容老師）

### 別夜 (譚家明 執導)
- 余香凝飾演余雁飛
- 吴澋滔飾演葉嘉林

### 回歸 (袁和平 執導)
- 元华飾演爺爺
- 林愷鈴飾演珠女

### 遍地黃金 (杜琪峯 執導)
- 伍咏诗
- 胡子彤
- 徐浩昌

### 迷路 (林嶺東 執導)
- 任达华
- 龚慈恩
- 林宇轩
- 鍾景輝

### 深度對話 (徐克 執導)
- 张达明
- 张锦程
- 林雪
- 刘国昌

## 奬項
| 年份 | 頒獎典禮                   | 獎項         | 入圍者                 | 結果 |
| ---- | -------------------------- | ------------ | ---------------------- | ---- |
| 2023 | 第29屆香港電影評論學會大獎 | 推薦電影     | 《七人樂隊》           | 獲獎 |
| 2023 | 第41屆香港電影金像獎       | 最佳動作設計 | 洪金寶、洪天祥、袁和平 | 提名 |